# Херфорд
 Тази статия е за града в Германия.  За окръга вижте Херфорд (окръг).  
Херфорд (на немски: Herford, [ˈhɛɐ̯fɔɐ̯t], Hiarwede) е град в Северен Рейн-Вестфалия, Германия, с 66 521 жители (към 31 декември 2015). От 8 юли 2013 г. градът има титлата „ханза-град“ („Hansestadt“).
Намира се до вливането на река Aa във Вере, която тече през Херфорд.
Херфорд съществува от 789 г. Около 800 г. се създава женския манастир Херфорд.
- Херфорд